# Jindřich Frederik Stuart
Jindřich Frederik Stuart (19. února 1594, Stirling – 6. listopadu 1612) byl nejstarší syn skotského krále Jakuba VI. Stuarta a jeho manželky Anny Dánské, dcery dánského krále Frederika II.
Od narození nosil tituly vévoda Rothesay, hrabě Carrick a Lord ostrovů. Jeho vychovatelem byl George Lauder of The Bass. Když v roce 1603 jeho otec vstoupil na trůn Anglie jako Jakub I. Stuart, dostal Jindřich titul vévody z Cornwalu a v roce 1610 titul princ z Walesu a hrabě Chester, spojiv tak v jedné osobě tituly mužských následníků trůnu obou zemí, Anglie a Skotska.

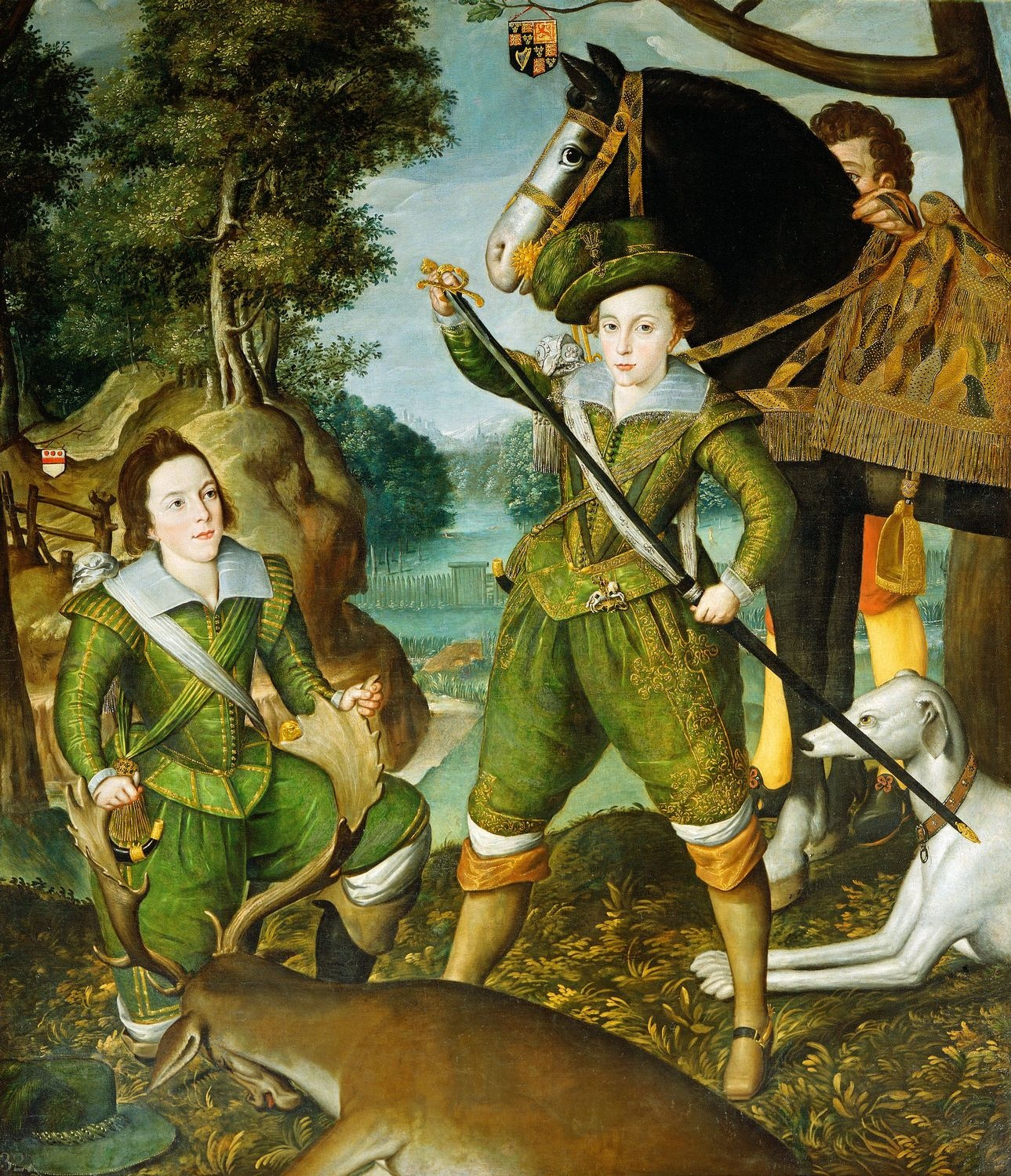
Jindřich ve věku 12 let

Jindřich byl mladíkem, v nějž byly vkládány velké naděje. Dvorští básníci vytvářeli vize šťastné Anglie pod spravedlivou a jasnou vládou Jindřicha IX. Jindřich se však nedožil toho, aby po smrti svého otce nastoupil na trůn – zemřel náhle v roce 1612 ve věku 18 let, pravděpodobně na břišní tyfus, a byl pochován ve Westminsterském opatství.
Jeho smrt byla považována za národní tragédii. Všechny jeho tituly převzal jeho mladší bratr Karel, do té doby stojící v Jindřichově stínu. Ten se také po smrti otce v roce 1625 stal králem Anglie a Skotska jako Karel I.